# Goniodoris violacea
Goniodoris violacea Risbec, 1928 è un mollusco nudibranchio della famiglia Goniodorididae.
L'epiteto specifico deriva dal latino violaceum, cioè violaceo, per il colore che da biancastro tende al viola.